# Vigerslev Sogn (Nordfyns Kommune)
 For alternative betydninger, se Vigerslev Sogn. (Se også artikler, som begynder med Vigerslev Sogn)
Vigerslev Sogn er et sogn i Bogense Provsti (Fyens Stift).
I 1800-tallet var Vigerslev Sogn et selvstændigt pastorat. Det hørte til Skovby Herred i Odense Amt. Vigerslev sognekommune blev ved kommunalreformen i 1970 indlemmet i Søndersø Kommune, der ved strukturreformen i 2007 indgik i Nordfyns Kommune.
I Vigerslev Sogn ligger Vigerslev Kirke og Langesø Skovkapel.
I sognet findes følgende autoriserede stednavne:
- Blæsbjerg (bebyggelse)
- Bredbjerg (bebyggelse, ejerlav)
- Elverod (bebyggelse, ejerlav)
- Farbjerg (bebyggelse)
- Farbjerglund (bebyggelse)
- Farstrup (bebyggelse, ejerlav)
- Farstrup Hede (bebyggelse)
- Farstrup Skovhave (bebyggelse)
- Flintebjerg (bebyggelse)
- Havgård (bebyggelse, ejerlav)
- Havrehede (bebyggelse)
- Havsted (bebyggelse, ejerlav)
- Havstedlund (bebyggelse)
- Himmelstrup (bebyggelse, ejerlav)
- Høvedskov (bebyggelse)
- Jydekrog (bebyggelse)
- Kelleby (bebyggelse, ejerlav)
- Kom-igen (bebyggelse)
- Langesø (ejerlav, landbrugsejendom)
- Margård (bebyggelse, ejerlav, landbrugsejendom)
- Morud (bebyggelse, ejerlav)
- Morudskov (bebyggelse, ejerlav)
- Munkehus (bebyggelse)
- Møllegård (bebyggelse, ejerlav)
- Nykøbing (bebyggelse)
- Rosenvænget (bebyggelse)
- Rue (bebyggelse, ejerlav)
- Rue Hede (bebyggelse, ejerlav)
- Rue Lundsgårde (bebyggelse)
- Ruemose (bebyggelse)
- Skovsgårde (bebyggelse)
- Sværup (bebyggelse)
- Tokkerud (bebyggelse)
- Travn (bebyggelse, ejerlav)
- Tværskov (bebyggelse, ejerlav)
- Tågerod (bebyggelse, ejerlav)
- Ulstrup (bebyggelse, ejerlav)
- Vigerslev (bebyggelse, ejerlav)